# Гродненский областной драматический театр
Гро́дненский областно́й драмати́ческий теа́тр — профессиональный государственный театр Республики Беларусь, образованный в 1947 году.

## История театра

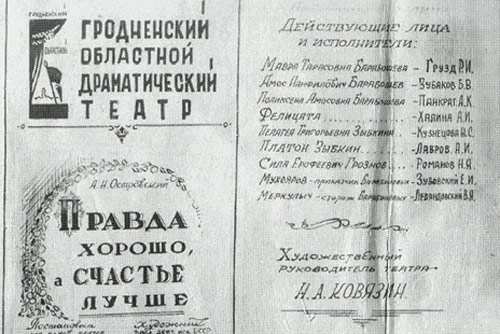
Театральная программка к первому спектаклю театра. 1947 год

Образован в сентябре 1947 года на основе труппы Бобруйского областного драматического театра, который в то время был переведён в Гродно. Главным режиссёром стал Н. Ковязин.
Открылся театр 20 октября 1947 года спектаклем А. Н. Островского «Правда хорошо, а счастье лучше».

## Творческий коллектив театра

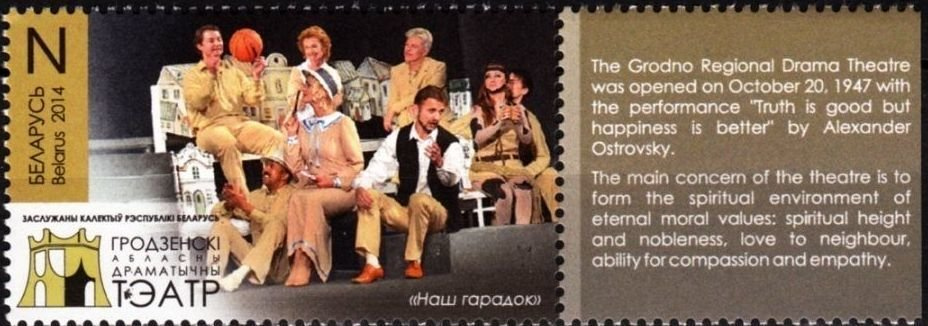
Почтовая марка Белоруссии 2014 года

В разное время в театре работали Народные артисты БССР Я. Кимберг и Ю. Сидоров, заслуженные артисты БССР С. Александров, Г. Глиноецкий, Г. Дубов, С. Иванова, М. Останкова, Ю. Никитин, Л. Дементьева, Н. Короткевич, А. Марцинюк, Е. Гайдулис.

### Художественные руководители и режиссёры
С 1950 года художественным руководителем театра был режиссёр Ю. Юровский, с 1950 по 1951 гг. — С. Рахманов.
Режиссёрами театра также были:
- И. Парамонов (1951—1952),
- А. Миронский (1953—1955),
- И. Попов (1952—1953, 1955—1963),
- А. Струнин (1963—1975),
- В. Короткевич (1975—1981),
- А. Шалыгин (1982—1984),
- И. Петровский (1985—1990),
- М. Резцов (1991—1994),
- Г. Мушперт (1994—1998),
- С. Полещенков (2000—2001).

В 2002—2003 гг. главным режиссёром был О. Жюгжда, с 2008 гг. — В. Мацулевич.

В настоящее время главный режиссёр театра ― Геннадий Мушперт.

### Главные художники
Главные художники театра:
- О. Марикс,
- Б. Малкин,
- М. Гафт,
- Н. Якунин,
- К. Чемеков,
- Ф. Розов,
- Т. Соколовская (с 2000 г.).

## Репертуар театра
В 1950—1960 гг. ставились пьесы известных в то время драматургов Б. Ромашова, К. Симонова, В. Собко, Я. Галана. Наиболее значительная работа того времени — пьеса П. Павленко «Счастье».
В 1960—1970 гг. основу репертуара составляли постановки историко-революционных пьес: «Ради своих ближних» В. Лаврентьева, «Солдаты» В. Шаврина, «Перед ужином» В. Розова, «Якорная площадь» И. Штока и др. Наиболее значительной была постановка пьесы «Порт-Артур» по роману А. Степанова. В 1971 был поставлен спектакль «Дни Турбиных» М. Булгакова.
Росту мастерства содействовал классический репертуар. Были поставлены пьесы «Обрыв» по И. Гончарову, «На дне», «Васса Железнова», «Дачники» и «Варвары» М. Горького, «Власть тьмы» Л. Толстого, «Три сестры» А. Чехова. Среди зарубежной драматургии выделялись «Слуга двух господ» К. Гольдони, «Антоний и Клеопатра» В. Шекспира.
Театр обращается к белорусской драматургии: «Когда зацветают сады» В. Полесского (1950), «Поют жаворонки» К. Крапивы (1951), «Год свершений» П. Василевского (1957), «Трибунал» и «Таблетка под язык» А. Макаёнка (1973), «Последний шанс» В. Быкова (1974) и др.
К несомненным удачам театра следует отнести «Собаки» Е. Полещенковой по повести К. Сергиенко «До свидания, овраг» (премия Республиканского фестиваля творческой молодежи «Надзея-2001» за лучшее оформление и премия им. И. Ушакова в 2002 г. за лучшую сценографию), «Афинские вечера» П. Гладилина, «Одинокий запад» М. Мак-Донага. Среди постановок современной белорусской драматургии интересны спектакли «Наука любви» С. Ковалёва и «Пьемонтский зверь» А. Курейчика. На фестивале национальной драматургии в Бобруйске (2001) роль Уршули Радивил в исполнении Е. Гайдулис (спектакль «Наука любви») отмечена как лучшая женская роль года в Беларуси, а С. Ковалёв и О. Жюгжда как лучшие автор и режиссёр.
В репертуар театр пришли такие значительные работы, как «Уловки любви» Лопе де Вега, «Полёт над гнездом кукушки» Д. Вассермана, «Тарас на Парнасе» С. Ковалева, «Раскіданае гняздо» Я. Купалы.
В 2011 театру присвоено звание «Заслуженный коллектив Республики Беларусь» ― за достижения в области театрального искусства и значительный вклад в развитие национальной культуры.
Театр часто гастролирует, показывал спектакли в России, Польше, Болгарии, Германии, становясь призёром и дипломантом различных театральных фестивалей и конкурсов.

## Здание театра
Вначале спектакли проходили в здании театра Станислава Понятовского, построенном в 1780-е гг. В 1859 оно было увеличено за счёт пристроек, в 1940 надстроен 3-й этаж, в 1975 проведена реконструкция, увеличена сценическая коробка.
В 1984 году, на месте гродненского монастыря бернардинок, для театра построено новое здание (арх. Г. Мачульский) из кирпича и сборного железобетона: зрительный зал с амфитетаром и балконом на 700 мест, вестибюлем и фойе и административный корпус с малым зрительным залом на 216 мест на первом этаже. В цокольном этаже репетиционный зал, актёрские комнаты, аппаратная, склад декораций. У входа в театр ― трёхфигурная скульптурная композиция скульптора Л. Зильбера. Инициатором строительства нового здания театра был известный политический деятель БССР С. Т. Кабяк, занимавший в то время пост председателя облисполкома.
Расположенное на высоком берегу Немана, здание Гродненского областного драматического театра является одним из символов Гродно. Оно не раз включалось в различные рейтинги архитектуры советского модернизма. По мнению историка архитектуры Евгения Асноревского: «Гродненский драмтеатр является одним из самых значительных памятников всего советского модернизма и одним из лучших образцов архитектуры модернизма в Восточной Европе.»

## Награды
- Почётная грамота Совета Министров Республики Беларусь (6 октября 2014 года) — за значительный вклад в развитие национального театрального искусства[4]